# HOT GIRLS
〈HOT GIRLS〉(핫 걸스, ホットガールズ 홋토가루즈[*])는 La PomPon의 두 번째 싱글이며, 2015년 4월 29일에 발매됐다. 

## 해설
메이저 데뷔 두번째가 되는 세컨드 싱글. 2015년 2월 1일에 도쿄 아오미의 비너스 포토에서 열린 데뷔 이벤트에서 발매가 발표됐다. 타이틀곡은 한 걸음도 내딛지 못하는 여자에게 “좀 더 대담하고 적극적인 여자 ‘HIT GIRL’을 목표로 하자”라는 여자를 향한 응원가이다. 멤버의 의상도 동화 《구두장이와 요정들》과 같이 남몰래 일을 척척하는 여자를 응원하는 폼폰별의 요정을 이미지해서 멤버 컬러에 맞춘 컬러풀한 폼폰 의상이다. 닛폰 TV 계열 《오늘밤 비교해봤습니다》 및 지바 TV 《MUSIC LAUNCHER》 4월, TV 가나자와 《이웃의 텔레킨짱》 닫는 곡. 커플링곡은 〈사랑은 주크☆댄스〉는 NHK ETV 《비트 월드》 내 《비밀결사 매발톱단 DO》 닫는 곡. 〈Step by Step ~롯폰기에서 힘내는 우리들~〉에서는 리더 유키노가 작사에 도전하고 있다. 
커플링곡의 작사가 Maquita Grande Negro는 오구로 마키의 펜네임이다. 

## 수록곡
초회판CD
1. HOT GIRLS
  - 작사: 시모지 유 / 작곡 · 편곡: DerMu
2. 사랑은 주크☆댄스(恋はずーく☆ダンス)
  - 작사: Maquita Grande Negro / 작곡 · 편곡: SHIBU
3. HOT GIRLS (Instrumental)
4. 사랑은 주크☆댄스 (Instrumental)

통상반
1. HOT GIRLS
  - 작사: 시모지 유 / 작곡 · 편곡: DerMu
2. Step by Step ~롯폰기에서 힘내는 우리들~(Step by Step ～ろっぽんぎで頑張るワタシタチ～)
  - 작사: 유키노, T.폰타로 / 작곡: JYONGRI, Shinya Kitamura / 편곡: Shinya Kitamura, Makoto Nishijima
3. HOT GIRLS (Instrumental)
4. Step by Step ~롯폰기에서 힘내는 우리들~ (Instrumental)

## 발매일
| 국가     | 일정            | 포맷                | 레이블     |
| -------- | --------------- | ------------------- | ---------- |
| 일본     | 2015년 4월 29일 | CD, 디지털 다운로드 | 빙         |
| 대한민국 | 2017년 4월 20일 | 디지털 다운로드     | 씨엔엘뮤직 |